# Dichaetomyia albiceps
Dichaetomyia albiceps este o specie de muște din genul Dichaetomyia, familia Muscidae. A fost descrisă pentru prima dată de Wulp în anul 1881. Conform Catalogue of Life specia Dichaetomyia albiceps nu are subspecii cunoscute.